# Тигры Астаны
«Тигры Астаны» — казахстанский баскетбольный клуб из города Астаны. Самый титулованный клуб Казахстана. В настоящее время выступает в Высшей лиге Казахстана.

## История
БК "Тигры Астаны" основано в 2000 году. Первоначально основной состав команды состоял из талантливых молодых игроков из разных уголков страны, включая Антона Пономарёва и Рустама Яргалиева из Костаная, жившие в Школе Олимпийского резерва с другими игроками клуба.
В сезоне 2002-2003 годов команда дебютировала в чемпионате, заняв 8-е место. Несмотря на молодой состав, в следующем сезоне под руководством Виталия Стребкова команда стала третьим в чемпионате.
В сезоне 2004-2005 команда сделала дубль, выиграв чемпионат и Кубок страны.
После этого команда выиграла пять раз чемпионство и четырежды Кубок РК.
В 2010 году команда участвовала в Кубке чемпионов ФИБА Азия, закончив его на пятом месте.
Их победная серия в чемпионате окончилось в сезоне 2010-11 годов, когда команда проиграла в полуфинале костанайскому Тоболу.
В 2011 году большинство игроков вместе со Стребковым перешли в другую столичную команду, созданный в том же году - в БК "Астану".
Сезон 2011-12 годов команда провела в Высшей лиге, где играет по сей день.

## Достижения
Чемпионат Казахстана
- Чемпион (6): 2004/2005, 2005/2006, 2006/2007, 2007/2008, 2008/2009, 2009/2010

Высшая лига Казахстана
- Финалист (1): 2012/13

Кубок Казахстана
- Обладатель (4): 2004, 2006, 2008, 2010
- Финалист (2): 2005, 2007